# Xenobotryosphaeria
Xenobotryosphaeria is een monotypisch geslacht van schimmels uit de orde Pleosporales. Het bevat alleen Xenobotryosphaeria calamagrostidis. 